# Кенгерлински рејон
Кенгерлински рејон (азер. Kəngərli rayonu), једна је од 78 административно-територијалних јединица Азербејџана и једна од 8 територијалних јединица Нахичеванске АР. Административни центар рејона се налази у граду Киврак. 
Кенгерлински рејон обухвата површину од 682 km² и има 25.379 становника (подаци из 2004). 
Административно, рејон се даље дели у 11 сеоских општина.